# Präriefalke

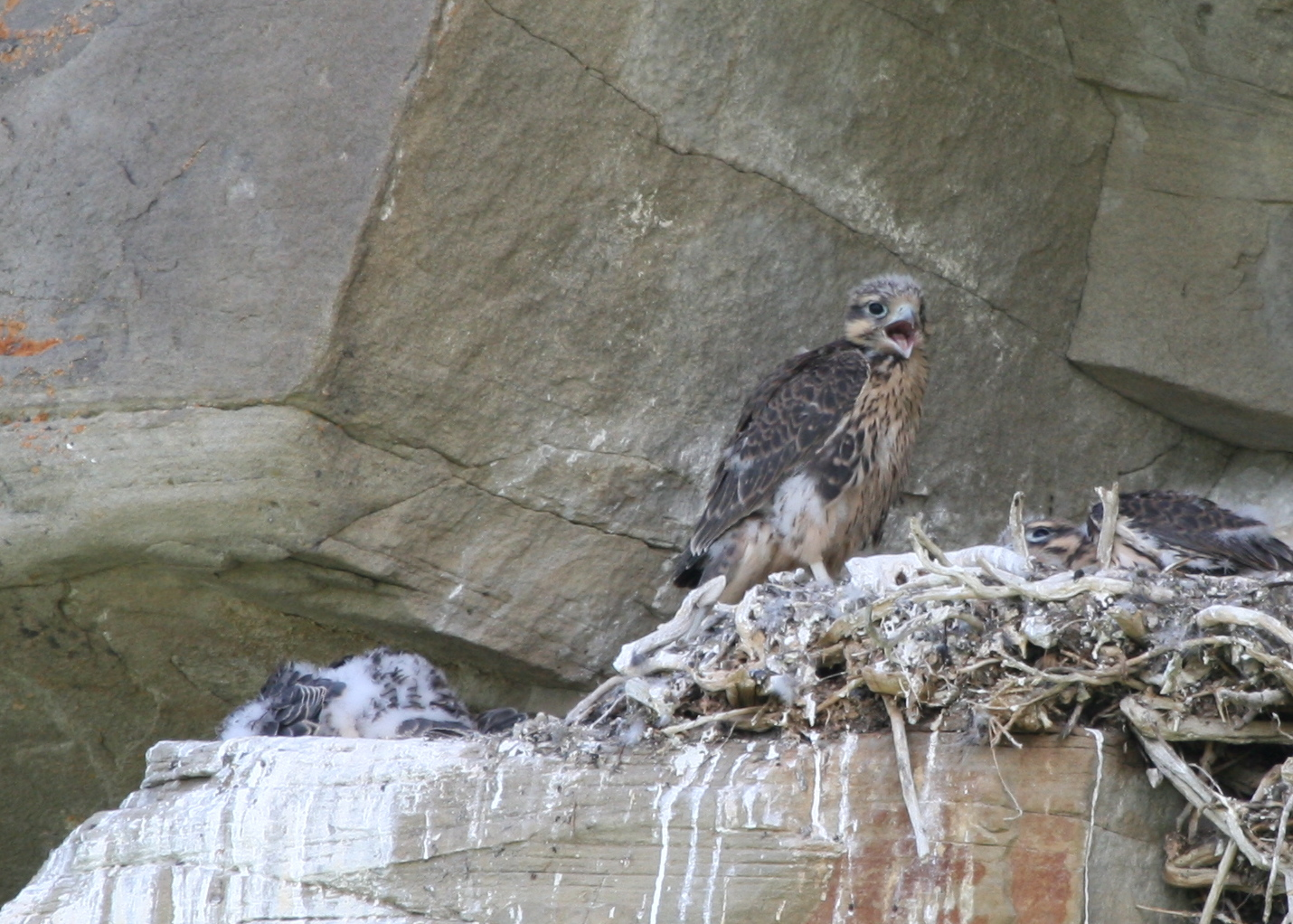
Drei Junge Präriefalken

Der Präriefalke (Falco mexicanus) ist eine mittelgroße Falkenart, die im westlichen Nordamerika beheimatet ist.

## Erscheinungsbild
Präriefalken gleichen in ihrer Körpergröße einem Wanderfalken oder einer Krähe. Sie erreichen durchschnittlich eine Körperlänge von 40 Zentimeter und haben eine Flügelspannweite von einem Meter. Ihr Gewicht beträgt etwa 700 Gramm. Wie bei Falken üblich ist das Weibchen deutlich größer als das Männchen. 
Das Körpergefieder ausgewachsener Vögel ist auf der Oberseite grau-braun. An der Körperunterseite ist das Gefieder heller und zeigt mehr oder weniger dunkle Flecken. Am dunkelsten sind die Handschwingen, am hellsten die äußeren Schwanzfedern. Am Kopf befindet sich eine weiße Linie oberhalb der Augen. Vom Wanderfalken unterscheiden sich Präriefalken unter anderem durch den Schwanz, der bei ihnen proportional zum Körper deutlich länger ist. Ihr Flug wirkt etwas weniger elegant und wendig.

## Verbreitungsgebiet
Präriefalken brüten vom südlichen Saskatchewan und Alberta bis nach British Columbia und im westlichen Teil der USA. Sie sind außerdem Brutvögel Mexikos. Anders als bei anderen nordamerikanischen Falken ist ihr Zugverhalten weniger stark ausgeprägt. Lediglich die nördlichsten Brutvögel verlassen ihre Brutgebiete und überwintern in den Wüsten und Küstengebieten von Kalifornien bis nach Baja California.

## Lebensraum
Präriefalken sind Vögel, die vor allem in offenen Landschaften leben. Sie bevorzugen dabei aride Gebiete, die von alpinen Tundren bis zu kurzgrasigen Präriegebieten und ausgesprochenen Wüstenarealen reichen. Während ihrer Brutzeit halten sie sich in der Nähe von Felsregionen auf, wo sie an Felsabhängen nisten. Außerhalb dieser Zeiten sind sie weniger anspruchsvoll bezüglich ihres Lebensraums und werden gelegentlich sogar in Städten beobachtet.

## Bestand
Die Anzahl der nordamerikanischen Vögel wird auf etwa 5.000 Brutpaare geschätzt. 